# Atac a l'aeroport d'Esenboğa
L'atac a l'Aeroport Internacional d'Esenboğa es va produir a l'aeroport que porta aquest nom a la ciutat turca d'Ankara. Els autors van ser membres del grup Pierre Gulumian, de l'organització armada armènia ASALA el 7 d'agost de 1982. En l'atac van morir nou persones i 72 més van ser ferides.

## Context
L'Aeroport Internacional d'Esenboğa es troba a 28 km al Nord-Est  d'Ankara, la capital de Turquia i opera des del 1955.

## Atac
L'atac va ser dut a terme per Zohrab Sarkissian i Levon Ekmekjian (Ekmekdjian, Ekmekçiyan), que varen detonar una bomba al bell mig d'una zona de facturació plena de gent a l'aeroport, i tot seguit van obrir foc amb subfusells contra forces de seguretat i passatgers, tot passant pel control de passaports d'un vol de KLM. Segons alguns testimonis, un dels actors de l'atac es demanava a crits què importava que morissin 25 persones havent-ne mort més d'un milió d'ells
Després els atacants es van refugiar a una cafeteria prenent 20 ostatges. Finalment les forces de seguretat van assaltar el local tot matant Sarkissian i ferint Ekmekjian, que fou detingut. 

## Víctimes
Les dues hores de tiroteig van deixar 9 víctimes mortals i 72 persones ferides. Entre els morts hi havia tres agents policials turcs, quatre civils turcs, una dona nord-americana, i un enginyer de l'Alemanya Occidental.
| País         | Mort |
| ------------ | ---- |
| Turquia      | 7    |
| Alemanya     | 1    |
| Estats Units | 1    |
| Total        | 9    |

## Responsabilitat
ASALA va reivindicar l'atemptat en una trucada telefònica i un comunicat lliurat a l'agència de notícies Associated Press a Beirut. Van considerar l'atac una resposta a "l'ocupació feixista turca de la nostra terra." Així, van dir que la responsabilitat per la mort de persones innocents havia de recaure en darrera instància sobre el govern turc, l'OTAN i els Estats Units, "enemics dels pobles". Semblantment, van amenaçar amb més atacs si no s'alliberava en el termini de set dies 85 presos armenis. 
Sembla que quan es va comunicar a Levon Ekmekjian que se l'acusava de l'assassinat de nou persones i d'haver-ne ferit 72 més va respondre dient que no n'hi havia hagut prou. Tanmateix, durant el posterior judici va assegurar que havia entès després de l'atemptat que les conviccions que l'havien dut a participar en l'atac eren errades i ridícules.
Ekmekjian fou condemnat a mort el 7 de desembre del 1982 per l'acció armada i per haver actuat amb el propòsit d'acabar amb la sobirania en una part de l'Estat.
Durant l'estada a la presó, Ekmekjian va escriure una carta on expressava el seu penediment i demanava als activistes armenis que renunciessin a la violència.
La seva apel·lació va ser rebutjada i morí penjat el  29 de gener de 1983.

## Resposta a l'interior del país
Política
El President Kenan Evren va emetre un decret per a l'eliminació d'ASALA, mentre el Primer ministre Bülend Ulusu va condemnar l'atac.
Societat civil
El Patriarca Armeni d'Istanbul també va condemnar l'atac en una declaració pública.
Artin Penik, un turc-armeni, es va calar foc en protesta contra aquest atac el 10 d'agost del 1982 a la Plaça Taksim d'Istanbul.